# طواف فيرزين 2015
طواف فيرزين 2015 (بالإنجليزية: 2015 Tre Valli Varesine)‏ هو سباق دراجات هوائية أقيم بتاريخ سبتمبر 30، تكون السباق من 1 مراحل وامتدّ لمسافة 198 كم بسرعة 41.8 كم/س، استغرق السباق 4 ساعة 44 دقيقة 09 ثانية. فاز به الإيطالي فينتشينزو نيبالي.

## الترتيب
| م                     | الدرّاج           | البلد   | الزمن                    |
| --------------------- | ---------------- | ------- | ------------------------ |
| الفائز بالترتيب العام | فينتشينزو نيبالي | إيطاليا | 4 ساعة 44 دقيقة 09 ثانية |

## روابط خارجية
- طواف فيرزين 2015 على موقع إحصائيات الدراجات الإحترافية (الإنجليزية)